# Исла, Маурисио
Маури́сио Ани́баль И́сла (исп. Mauricio Isla, американский испанский: [mawˈɾisjo ˈisla]; 12 июня 1988, Буин) — чилийский футболист, правый защитник клуба «Универсидад Католика» и сборной Чили.

## Биография

### Клубная карьера
Исла — воспитанник чилийского клуба «Универсидад Католика». Был замечен скаутами «Удинезе» после молодёжного чемпионата мира 2007, где Исла и его сборная продемонстрировали запоминающуюся игру. Подписав молодого полузащитника, «Удинезе» отдал его в аренду швейцарскому «Локарно», где тот не провёл ни матча. Все в том же 2008 году он вернулся в «Удинезе», постепенно начав получать игровую практику, а в сезоне 2008/09 стал игроком основы (32 матча). В 2012 году перешёл в «Ювентус», но в свой первый сезон пробиться в основу так и не смог, сыграв лишь 11 матчей в чемпионате. В межсезонье его хотели купить другие клубы, в частности «Интернационале» но «Ювентус» не стал продавать Ислу.
6 августа 2014 года Маурисио Исла покинул туринский клуб и пополнил состав «Куинз Парк Рейнджерс».
21 июля 2017 года Исла перешёл в турецкий клуб «Фенербахче», с которым заключил контракт на три года. В клубе полузащитник будет играть под вторым номером.
С августа 2020 года Исла выступает за бразильский «Фламенго».

### Карьера в сборной
Исла — бронзовый призёр молодёжного чемпионата мира 2007. Во взрослой сборной дебютировал 7 сентября 2008 года, в товарищеском матче сборных Чили и Швейцарии.

## Достижения

### Командные
Фламенго
- Чемпион Бразилии: 2020
- Обладатель Суперкубка Бразилии: 2021
- Чемпион штата Рио-де-Жанейро: 2021
- Финалист Кубка Либертадорес: 2021

Ювентус
- Чемпион Италии: 2012/13, 2013/14
- Обладатель Суперкубка Италии (2): 2012, 2013

Фенербахче
- Серебряный призер чемпионата Турции: 2017/18
- Финалист Кубка Турции: 2017/18

Марсель
- Финалист Кубка Франции: 2015/16

Сборная Чили
- Финалист Кубка конфедераций: 2017
- Победитель Кубка Америки (2): 2015, 2016

#### Личные
- Символическая сборная Кубка Америки по версии КОНМЕБОЛ (2): 2016, 2021